# À propos de Venise
À propos de Venise è un cortometraggio del 2014 diretto da Jean-Marie Straub tratto da una novella di Maurice Barrès.

## Trama
Analisi delle ragioni della gloria e successiva decadenza dell'antica Repubblica di Venezia in parallelo con la storia dell'Europa moderna.